# Sportverein Stuttgarter Kickers 1979-1980
Questa voce raccoglie le informazioni riguardanti lo Sportverein Stuttgarter Kickers nelle competizioni ufficiali della stagione 1979-1980.

## Stagione
Nella stagione 1979-1980 il Stuttgarter Kickers, allenato da Hans-Dieter Roos, concluse il campionato di 2. Bundesliga al 3º posto. In Coppa di Germania il Stuttgarter Kickers fu eliminato agli ottavi di finale dal Kickers Offenbach.

## Rosa
| N. |                     | Ruolo | Calciatore        |
| -- | ------------------- | ----- | ----------------- |
|    | Germania (bandiera) | P     | Rolf Gerstenlauer |
|    | Germania (bandiera) | P     | Rainer Kuppinger  |
|    | Germania (bandiera) | P     | Werner Vollack    |
|    | Germania (bandiera) | D     | Rainer Ackermann  |
|    | Germania (bandiera) | D     | Guido Buchwald    |
|    | Germania (bandiera) | D     | Dieter Dollmann   |
|    | Germania (bandiera) | D     | Joachim Müller    |
|    | Germania (bandiera) | D     | Dieter Renner     |
|    | Germania (bandiera) | D     | Peter Stichler    |
|    | Germania (bandiera) | D     | Hans-Jürgen Voise |
|    | Germania (bandiera) | C     | Reiner Alhaus     |
|    | Germania (bandiera) | C     | Dieter Baur       |
|    | Germania (bandiera) | C     | Wolfgang Dienelt  |

| N. |                     | Ruolo | Calciatore           |
| -- | ------------------- | ----- | -------------------- |
|    | Germania (bandiera) | C     | Friedrich Goll       |
|    | Germania (bandiera) | C     | Horst Hayer          |
|    | Germania (bandiera) | C     | Jürgen Heselschwerdt |
|    | Germania (bandiera) | C     | Toni Kurbos          |
|    | Germania (bandiera) | C     | Eckehard Müller      |
|    | Germania (bandiera) | C     | Josef Saile          |
|    | Germania (bandiera) | C     | Peter Schulz         |
|    | Germania (bandiera) | A     | Karl Allgöwer        |
|    | Germania (bandiera) | A     | Uwe Dreher           |
|    | Germania (bandiera) | A     | Harald Greifenegger  |
|    | Germania (bandiera) | A     | Werner Nickel        |
|    | Germania (bandiera) | A     | Werner Steinkirchner |

## Organigramma societario
Area tecnica
- Allenatore: Hans-Dieter Roos
- Allenatore in seconda:
- Preparatore dei portieri:
- Preparatori atletici:

## Calciomercato

### Sessione estiva
| Acquisti | Acquisti             | Acquisti         | Acquisti |
| R.       | Nome                 | da               | Modalità |
| -------- | -------------------- | ---------------- | -------- |
| A        | Werner Steinkirchner | Bayern Monaco    |          |
| C        | Reiner Alhaus        | Duisburg         |          |
| A        | Harald Greifenegger  | Augusta          |          |
| A        | Werner Nickel        | Waldhof Mannheim |          |

| Cessioni | Cessioni         | Cessioni       | Cessioni |
| R.       | Nome             | a              | Modalità |
| -------- | ---------------- | -------------- | -------- |
| C        | Martin Fischer   | Greuther Fürth |          |
| C        | Franz-Josef Toth | Holstein Kiel  |          |

### Sessione invernale
| Acquisti | Acquisti       | Acquisti          | Acquisti |
| R.       | Nome           | da                | Modalità |
| -------- | -------------- | ----------------- | -------- |
| P        | Werner Vollack | Eintracht Treviri |          |

| Cessioni | Cessioni     | Cessioni        | Cessioni |
| R.       | Nome         | a               | Modalità |
| -------- | ------------ | --------------- | -------- |
| D        | Peter Gromer | 1. FC Eislingen |          |

## Risultati

### 2. Bundesliga

#### Girone di andata
| Arbitro: | Pickard |

|                                      |           |  |
| Saile 4’ Renner 27’ Steer 71’ (aut.) | Marcatori |  |

| Arbitro: | Dölfel |

|                           |           |              |
| Günther 50’, 65’ Behr 89’ | Marcatori | 74’ Allgöwer |

| Arbitro: | Schmoock |

|                                          |           |                     |
| Saile 18’ Dreher 58’ Stichler 76’ (rig.) | Marcatori | 73’ (rig.) Krostina |

| Arbitro: | Föckler |

|                                                   |           |  |
| Cestonaro 13’, 17’, 51’, 59’ Weiss 18’ Collet 78’ | Marcatori |  |

| Arbitro: | Ross |

|                                           |           |              |
| Allgöwer 18’ Dollmann 30’, 89’ Nickel 66’ | Marcatori | 72’ Sandhowe |

| Arbitro: | Hontheim |

|                                                     |           |          |
| Hintermaier 17’ Weyerich 33’ (rig.) Heidenreich 90’ | Marcatori | 5’ Saile |

| Arbitro: | Kühne |

|                                       |           |  |
| Allgöwer 47’ Stichler 49’, 65’ (rig.) | Marcatori |  |

| Arbitro: | Schmoock |

|                                   |           |                                    |
| Braun 4’, 30’ Ettmayer 22’ (rig.) | Marcatori | 7’ Allgöwer 23’ Buchwald 37’ Voise |

| 22 settembre 1979 9ª giornata |  | – Turno di riposo |  |  |

| Arbitro: | Ermer |

|                        |           |                                     |
| Walter 7’ Rohatsch 50’ | Marcatori | 27’ Stichler 47’, 63’, 80’ Allgöwer |

| Arbitro: | Dreher |

|  |           |           |
|  | Marcatori | 5’ Alhaus |

| Stoccarda 20 ottobre 1979 12ª giornata | Kickers Stoccarda | 0 – 0 referto | FV Würzburg 04 | Kickers-Stadion (4 500 spett.)\| Arbitro: \| Schumann \| |
| Arbitro:                               | Schumann          |               |                |                                                          |

| Arbitro: | Theobald |

|                                                     |           |  |
| Novković 83’ Hermandung 88’ (rig.) Michelberger 90’ | Marcatori |  |

| Arbitro: | Wohlfarth |

|                    |           |                           |
| Killmaier 37’, 56’ | Marcatori | 55’ Stichler 88’ Allgöwer |

| Arbitro: | Jupe |

|                                               |           |                                                  |
| Allgöwer 4’ Nickel 57’ (rig.), 83’ Dreher 66’ | Marcatori | 12’ (rig.) Hofmann 46’ Sommerer 51’ (aut.) Hayer |

| Arbitro: | Aulenbacher |

|                           |           |                                  |
| Krause 3’, 4’ Geinzer 79’ | Marcatori | 14’ Dreher 27’ Nickel 36’ Alhaus |

| Arbitro: | Michel |

|                                                        |           |  |
| Dreher 21’, 72’ Allgöwer 24’, 28’, 75’, 88’ Nickel 36’ | Marcatori |  |

| Fürth 2 dicembre 1979 18ª giornata | Fürth | 0 – 0 referto | Kickers Stoccarda | Sportpark Ronhof (5 000 spett.)\| Arbitro: \| Röder \| |
| Arbitro:                           | Röder |               |                   |                                                        |

| Arbitro: | Vielsack |

|                                                                                |           |             |
| Steinkirchner 14’, 35’ Dreher 31’, 56’ Allgöwer 40’, 64’ Nickel 60’ Alhaus 89’ | Marcatori | 33’ Stickel |

| Arbitro: | Walther |

|                          |           |                              |
| Schulzke 9’ Löw 12’, 34’ | Marcatori | 57’, 66’ Dreher 76’ Stichler |

| Arbitro: | Gschwender |

|                                                                       |           |                                |
| Steinkirchner 9’ Alhaus 26’ Dreher 28’, 67’, 77’ Nickel 47’, 82’, 85’ | Marcatori | 32’ (rig.) Quasten 79’ Demange |

#### Girone di ritorno
| Arbitro: | Glaw |

|                                        |           |  |
| Cajkovski 17’ Schneider 46’ Kohnle 78’ | Marcatori |  |

| Arbitro: | Schmidhuber |

|                       |           |            |
| Nickel 24’ Alhaus 86’ | Marcatori | 62’ Becker |

| Arbitro: | Dreher |

|                         |           |              |
| Stöckle 84’ Anspann 86’ | Marcatori | 46’ Allgöwer |

| Arbitro: | Michel |

|                        |           |             |
| Allgöwer 8’ Nickel 80’ | Marcatori | 37’ Neumann |

| Arbitro: | Wilhelmi |

|                         |           |              |
| Sarroca 30’ Hofmann 88’ | Marcatori | 47’ Stichler |

| Arbitro: | Schumann |

|                  |           |                            |
| Nickel 9’ (rig.) | Marcatori | 12’ Täuber 74’ Heidenreich |

| Arbitro: | Brückner |

|            |           |            |
| Traser 32’ | Marcatori | 68’ Dreher |

| Arbitro: | Dahler |

|                                              |           |                     |
| Saile 30’ Dreher 45’ Nickel 45’ Allgöwer 55’ | Marcatori | 87’ (rig.) Ettmayer |

| 22 marzo 1980 30ª giornata |  | – Turno di riposo |  |  |

| Arbitro: | Vielsack |

|                                                |           |  |
| Grimm 1’ (aut.) Steinkirchner 22’ Allgöwer 23’ | Marcatori |  |

| Arbitro: | Ermer |

|                                      |           |  |
| Saile 44’, 61’ Alhaus 55’ Nickel 65’ | Marcatori |  |

| Arbitro: | Ross |

|  |           |              |
|  | Marcatori | 73’ Allgöwer |

| Arbitro: | Messmer |

|  |           |              |
|  | Marcatori | 17’ Allgöwer |

| Arbitro: | Langhans |

|  |           |                  |
|  | Marcatori | 12’ Michelberger |

| Arbitro: | Scheffner |

|                                                 |           |  |
| Dreher 35’ Allgöwer 43’ Nickel 57’ Dollmann 75’ | Marcatori |  |

| Arbitro: | Dücker |

|                          |           |                 |
| Schmitz 39’ Sommerer 63’ | Marcatori | 68’ (aut.) Kaul |

| Arbitro: | Brehm |

|                                             |           |            |
| Dollmann 34’ Steinkirchner 60’ Allgöwer 85’ | Marcatori | 58’ Krause |

| Arbitro: | Jupe |

|                |           |             |
| Schlindwein 9’ | Marcatori | 3’ Allgöwer |

| Arbitro: | Nickel |

|                         |           |  |
| Dollmann 37’ Kurbos 39’ | Marcatori |  |

| Arbitro: | Schmoock |

|  |           |                        |
|  | Marcatori | 1’ Stichler 50’ Dreher |

| Arbitro: | Ross |

|                           |           |  |
| Dollmann 37’ Allgöwer 78’ | Marcatori |  |

### Coppa di Germania
| Arbitro: | Walther |

|                                    |           |  |
| Greifenegger 48’, 75’ Allgöwer 68’ | Marcatori |  |

| Arbitro: | Dücker |

|                                                                              |           |  |
| Saile 10’, 38’ Buchwald 58’ Allgöwer 63’, 78’, 87’ Voise 66’ Nickel 74’, 80’ | Marcatori |  |

| Arbitro: | Gabriel |

|            |           |                                                       |
| Brandy 64’ | Marcatori | 18’, 34’, 47’, 60’ Allgöwer 26’, 31’ Dreher 75’ Saile |

| Arbitro: | Engel |

|                                     |           |                                                   |
| Steinkirchner 24’ Nickel 77’ (rig.) | Marcatori | 8’ Grünewald 12’, 82’ Krause 73’ Völler 90’ Lasch |

## Statistiche

### Statistiche di squadra
| Competizione      | Punti | In casa | In casa | In casa | In casa | In casa | In casa | In trasferta | In trasferta | In trasferta | In trasferta | In trasferta | In trasferta | Totale | Totale | Totale | Totale | Totale | Totale | DR  |
| Competizione      | Punti | G       | V       | N       | P       | Gf      | Gs      | G            | V            | N            | P            | Gf           | Gs           | G      | V      | N      | P      | Gf     | Gs     | DR  |
| ----------------- | ----- | ------- | ------- | ------- | ------- | ------- | ------- | ------------ | ------------ | ------------ | ------------ | ------------ | ------------ | ------ | ------ | ------ | ------ | ------ | ------ | --- |
| 2. Bundesliga     | 52    | 20      | 17      | 1       | 2       | 67      | 15      | 20           | 5            | 7            | 8            | 27           | 39           | 40     | 22     | 8      | 10     | 94     | 54     | +40 |
| Coppa di Germania | -     | 3       | 2       | 0       | 1       | 14      | 5       | 1            | 1            | 0            | 0            | 7            | 1            | 4      | 3      | 0      | 1      | 21     | 6      | +15 |
| Totale            | 52    | 23      | 19      | 1       | 3       | 81      | 20      | 21           | 6            | 7            | 8            | 34           | 40           | 44     | 25     | 8      | 11     | 115    | 60     | +55 |

### Andamento in campionato
| Giornata  | 1 | 2 | 3 | 4  | 5 | 6  | 7 | 8 | 9  | 10 | 11 | 12 | 13 | 14 | 15 | 16 | 17 | 18 | 19 | 20 | 21 | 22 | 23 | 24 | 25 | 26 | 27 | 28 | 29 | 30 | 31 | 32 | 33 | 34 | 35 | 36 | 37 | 38 | 39 | 40 | 41 | 42 |
| --------- | - | - | - | -- | - | -- | - | - | -- | -- | -- | -- | -- | -- | -- | -- | -- | -- | -- | -- | -- | -- | -- | -- | -- | -- | -- | -- | -- | -- | -- | -- | -- | -- | -- | -- | -- | -- | -- | -- | -- | -- |
| Luogo     | C | T | C | T  | C | T  | C | T |    | T  | T  | C  | T  | T  | C  | T  | C  | T  | C  | T  | C  | T  | C  | T  | C  | T  | C  | T  | C  |    | C  | C  | T  | T  | C  | C  | T  | C  | T  | C  | T  | C  |
| Risultato | V | P | V | P  | V | P  | V | N |    | V  | V  | N  | P  | N  | V  | N  | V  | N  | V  | N  | V  | P  | V  | P  | V  | P  | P  | N  | V  |    | V  | V  | V  | V  | P  | V  | P  | V  | N  | V  | V  | V  |
| Posizione | 4 | 8 | 4 | 14 | 6 | 12 | 7 | 7 | 10 | 9  | 7  | 6  | 8  | 7  | 7  | 7  | 6  | 6  | 4  | 5  | 4  | 5  | 4  | 5  | 5  | 5  | 5  | 5  | 5  | 5  | 4  | 4  | 3  | 3  | 3  | 3  | 3  | 3  | 3  | 3  | 3  | 3  |

Legenda:

Luogo: C = Casa; T = Trasferta. Risultato: V = Vittoria; N = Pareggio; P = Sconfitta.

### Statistiche dei giocatori
| Giocatore        | 2. Bundesliga | 2. Bundesliga | 2. Bundesliga | 2. Bundesliga | Coppa di Germania | Coppa di Germania | Coppa di Germania | Coppa di Germania | Totale   | Totale | Totale      | Totale     |
| Giocatore        | Presenze      | Reti          | Ammonizioni   | Espulsioni    | Presenze          | Reti              | Ammonizioni       | Espulsioni        | Presenze | Reti   | Ammonizioni | Espulsioni |
| ---------------- | ------------- | ------------- | ------------- | ------------- | ----------------- | ----------------- | ----------------- | ----------------- | -------- | ------ | ----------- | ---------- |
| R. Ackermann     | 14            | 0             | 2             | 0             | 3                 | 0                 | 0                 | 0                 | 17       | 0      | 2           | 0          |
| R. Alhaus        | 37            | 6             | 2             | 0             | 4                 | 0                 | 0                 | 0                 | 41       | 6      | 2           | 0          |
| K. Allgöwer      | 40            | 25            | 2             | 0             | 4                 | 8                 | 0                 | 0                 | 44       | 33     | 2           | 0          |
| D. Baur          | 0             | 0             | 0             | 0             | 0                 | 0                 | 0                 | 0                 | 0        | 0      | 0           | 0          |
| G. Buchwald      | 33            | 1             | 1             | 0             | 4                 | 1                 | 0                 | 0                 | 37       | 2      | 1           | 0          |
| W. Dienelt       | 1             | 0             | 0             | 0             | 0                 | 0                 | 0                 | 0                 | 1        | 0      | 0           | 0          |
| D. Dollmann      | 40            | 6             | 2             | 0             | 4                 | 0                 | 1                 | 0                 | 44       | 6      | 3           | 0          |
| U. Dreher        | 26            | 16            | 1             | 0             | 2                 | 2                 | 0                 | 0                 | 28       | 18     | 1           | 0          |
| R. Gerstenlauer  | 21            | 0             | 0             | 0             | 4                 | 0                 | 0                 | 0                 | 25       | 0      | 0           | 0          |
| F. Goll          | 0             | 0             | 0             | 0             | 0                 | 0                 | 0                 | 0                 | 0        | 0      | 0           | 0          |
| H. Greifenegger  | 16            | 0             | 0             | 0             | 3                 | 2                 | 0                 | 0                 | 19       | 2      | 0           | 0          |
| P. Gromer        | 4             | 0             | 0             | 0             | 2                 | 0                 | 0                 | 0                 | 6        | 0      | 0           | 0          |
| H. Hayer         | 28            | 0             | 3             | 0             | 1                 | 0                 | 0                 | 0                 | 29       | 0      | 3           | 0          |
| J. Heselschwerdt | 3             | 0             | 1             | 0             | 1                 | 0                 | 0                 | 0                 | 4        | 0      | 1           | 0          |
| R. Kuppinger     | 3             | 0             | 0             | 0             | 0                 | 0                 | 0                 | 0                 | 3        | 0      | 0           | 0          |
| T. Kurbos        | 3             | 1             | 0             | 0             | 0                 | 0                 | 0                 | 0                 | 3        | 1      | 0           | 0          |
| E. Müller        | 28            | 0             | 2             | 0             | 2                 | 0                 | 0                 | 0                 | 30       | 0      | 2           | 0          |
| J. Müller        | 18            | 0             | 4             | 0             | 1                 | 0                 | 0                 | 0                 | 19       | 0      | 4           | 0          |
| W. Nickel        | 37            | 15            | 2             | 0             | 4                 | 3                 | 0                 | 0                 | 41       | 18     | 2           | 0          |
| D. Renner        | 13            | 1             | 2             | 0             | 0                 | 0                 | 0                 | 0                 | 13       | 1      | 2           | 0          |
| J. Saile         | 28            | 6             | 0             | 0             | 3                 | 3                 | 0                 | 0                 | 31       | 9      | 0           | 0          |
| P. Schulz        | 3             | 0             | 1             | 0             | 0                 | 0                 | 0                 | 0                 | 3        | 0      | 1           | 0          |
| W. Steinkirchner | 25            | 5             | 3             | 0             | 2                 | 1                 | 0                 | 0                 | 27       | 6      | 3           | 0          |
| P. Stichler      | 37            | 8             | 9             | 0             | 3                 | 0                 | 0                 | 0                 | 40       | 8      | 9           | 0          |
| H. Voise         | 36            | 1             | 3             | 0             | 4                 | 1                 | 0                 | 0                 | 40       | 2      | 3           | 0          |
| W. Vollack       | 16            | 0             | 0             | 0             | 0                 | 0                 | 0                 | 0                 | 16       | 0      | 0           | 0          |